# Liste der Bodendenkmale in Merzdorf (Elbe-Elster)
In der Liste der Bodendenkmale in Merzdorf sind alle Bodendenkmale der brandenburgischen Gemeinde Merzdorf und ihrer Ortsteile aufgelistet. Grundlage ist die Veröffentlichung der Landesdenkmalliste mit dem Stand vom 31. Dezember 2021. Die Baudenkmale sind in der Liste der Baudenkmale in Merzdorf aufgeführt.
|   | Gemarkung       | Flur | Kurzansprache                                    | Bodendenkmalnummer | Bemerkung | Bild |
| - | --------------- | ---- | ------------------------------------------------ | ------------------ | --------- | ---- |
| 1 | Merzdorf (Lage) | 2, 3 | Dorfkern deutsches Mittelalter, Dorfkern Neuzeit | 20123              |           |      |